# Mladen Rudonja
Mladen Rudonja (* 26. Juli 1971 in Koper) ist ein ehemaliger slowenischer Fußballspieler.

## Karriere

### Verein
Rudonja spielte seit frühester Jugend in seiner Heimatstadt beim NK Koper, wo er 1990 in die erste Mannschaft aufrückte. Über weitere slowenische und kroatische Klubs kam er 1998 nach Belgien, wo er zwei Jahre für VV St. Truiden spielte. 2000 wechselte Rudonja nach England zum FC Portsmouth, bei dem er ebenfalls zwei Spielzeiten verbrachte.
2002 kehrte Rudonja zum NK Olimpija Ljubljana zurück, für den er bereits 1995 gespielt und dort die slowenische Meisterschaft sowie den Supercup gewonnen hatte. 2004 wechselte er nach Zypern, wo er für die Klubs Apollon Limassol und Anorthosis Famagusta aktiv war. 2005 kehrte er erneut nach Slowenien zurück, wo er in den folgenden Jahren wiederholt für seine ehemaligen Klubs FC Koper und Olimpija Ljubljana spielte. Bei Olimpija beendete er 2009 seine Profilaufbahn. 2014 bestritt Rudonja noch einmal für eine Partie für den österreichischen Klub SV Oberdrauburg.

### Nationalmannschaft
Rudonja gab am 8. Februar 1994 beim Länderspiel gegen Georgien sein Debüt in der slowenischen Nationalmannschaft.
Nach der erfolgreichen Qualifikation für die Fußball-Europameisterschaft 2000 in Belgien und den Niederlanden wurde Rudonja von Nationaltrainer Srečko Katanec in den slowenischen Kader berufen. Er wurde in allen drei Gruppenspielen der Vorrunde über die volle Spielzeit eingesetzt. Am Ende der Gruppenphase schied Slowenien als Gruppenletzter aus.
Zwei Jahre später stand Rudonja im slowenischen Aufgebot für die Fußball-Weltmeisterschaft 2002 in Südkorea und Japan. Auch bei diesem Turnier kam er in allen Begegnungen der Vorrunde zum Einsatz, wobei er im letzten Gruppenspiel gegen Paraguay erst in der 40. Spielminute für Miran Pavlin eingewechselt wurde. Slowenien schied erneut als Gruppenletzter, diesmal ohne einen Punktgewinn, nach der Vorrunde aus.
Sein letztes von insgesamt 65 Länderspielen für Slowenien, in denen er ein Tor erzielte, bestritt Rudonja beim 0:1 gegen Kroatien am 19. November 2003 im Play-off-Rückspiel der Qualifikation zur Europameisterschaft 2004.

## Erfolge
- Slowenische Meisterschaft: 1995
- Slowenischer Pokal: 1996, 2003, 2006
- Slowenischer Supercup: 1995, 1996
- Zyprische Meisterschaft: 2005